# Dianthidium marshi
Dianthidium marshi là một loài Hymenoptera trong họ Megachilidae. Loài này được Grigarick & Stange mô tả khoa học năm 1964.